# Helena Hoffmann (porucznik)
Helena Hoffmann ps. „Halina” (ur. 21 maja 1913 w Krakowie, zm. 13 stycznia 1995 tamże) – instruktorka PWK, łączniczka i kurierka, więźniarka obozów koncentracyjnych, dama Orderu Wojennego Virtuti Militari.

## Życiorys
Urodziła się 21 (lub 6) maja 1913 w Krakowie w rodzinie urzędnika Michała i Heleny z d. Mireckiej. Ukończyła 8 klas w szkole powszechnej nr 20 im. Zbigniewa Oleśnickiego, a następnie przez 5 lat uczęszczała do Seminarium Nauczycielskiego im. Mikołaja Reja, uzyskując w czerwcu 1932 świadectwo dojrzałości. W Seminarium wstąpiła do Hufca Szkolnego Przysposobienia Wojskowego Kobiet i będąc absolwentką Seminarium zdołała ukończyć letni kurs instruktorski PWK. Pracowała także zawodowo w latach 1932–1935 jako instruktorka PWK, następnie od września 1935 do czerwca 1939 uczyła w szkole powszechnej w Katowicach-Wełnowcu i jednocześnie prowadziła hufiec PWK w Seminarium Nauczycielskim w Mysłowicach. W 1939 uczestniczyła w kursie dywersji pozafrontowej, a od marca działająca jako kierowniczka Pogotowia Społecznego PWK.
W dniu wybuchu wojny zgodnie z rozkazem Komendantki Rejonowej PWK z Katowic wyjechała do Mysłowic i Chrzanowa w celu przekazania instruktorkom PWK instrukcji mobilizacyjnych, a następnie wróciła do Krakowa. Wówczas została zaprzysiężona jako „Halina” do Służby Zwycięstwu Polski, gdzie pełniła funkcję łączniczki oraz kurierki, a także sekretarki kierownictwa okręgowego sabotażu, dywersji i lotnych akcji odwetu, później w Związku Walki Zbrojnej w Związku Odwetu. Jej bezpośrednim przełożonym był Szef Sztabu Obszaru Krakowskiego ppłk. Jan Cichocki ps. „Kabat”, utrzymywała łączność z Okręgiem Śląsk, pilotowała oficerów do granicznych punktów przerzutowych w Rabce i Nowym Targu, przewoziła z Zakopanego do dowództwa w Krakowie pocztę, a także pieniądze, które przerzucane były z Węgier. W ZWZ utworzono samodzielną organizację do walki bieżącej, tj. ZO, w której powierzono jej funkcję szefowej kurierek oraz łączniczki do zadań specjalnych w Dowództwie Okręgu ZWZ Kraków. Przewoziła również broń oraz materiały sabotażowa-dywersyjne. Kiedy istniało zagrożenie wykrycia lokali kontaktowych, magazynów i laboratoriów konspiracyjnych brała udział w ich ewakuacji i likwidacji. Po aresztowaniu jej matkę, siostry i kuzynki w 1941 podczas wiosennej „wsypy” Okręgu, poczuła się zagrożona, tym bardziej że poszukiwało ją gestapo rozsyłając listy gończe z wyznaczeniem nagrody pieniężnej, więc otrzymała rozkaz wyjazdu do Warszawy używając tam nazwiska Janina Dębska. W lipcu została rozpoznana i po aresztowaniu osadzona na Pawiaku, ale podczas śledztwa niczego nie ujawniła. Była tam przetrzymywana przez rok, a później na Montelupich, skąd 11 lipca 1942 przewieziono ją do Oświęcimia, gdzie otrzymała nr 8549. Od początku 1943 wykonywała prace w znajdującym się w pobliżu Rajsku, w którym Niemcy utworzyli Stację Doświadczalną Roślin i Instytut Higieny. Do momentu ewakuacji obozu współpracowała z działającą tam Antoniną Piątkowską, przekazującej Helenie spisy nowych transportów wysyłanych przez nią dalej poza teren obozu. Uczestniczyła w akcji przekazywania informacji z radia i gazet, do których mogły dotrzeć więźniarki z Rajska, a także w akcji dożywiania dzieci jarzynami, które były tam hodowane. Helena była od lata 1943 zaprzysiężona do pierwszej piątki kobiecej konspiracyjnego Związku Organizacji Wojskowej razem z Wiktorią Klimaszewską, Antoniną Piątkowską, Zofią Bratro i Stanisławą Rachwałową. W późniejszym okresie została włączona do zespołu tzw. „królików” obozowych. 23 stycznia 1945 ewakuowano ją do Ravensbrück, gdzie w kwietniu więźniów z obozu wyzwolono, a 12 maja Helena powróciła do Polski.
Po wojnie powróciła do pracy w szkolnictwie jako nauczycielka, początkowo w Katowicach, a do 1948 w Krakowie.  W 1968 przeszła na zasłużoną emeryturę, a w latach 70. zamieszkała w Warszawie. Pracowała tam w Komisji Historii Kobiet zbierając materiały o żołnierzach-kobietach. Działała również w Związku Inwalidów Wojennych.
Porucznik Helena Hoffman Uchwałą Rady Państwa Nr 0/1442 z 28 grudnia 1971 została odznaczona Krzyżem Srebrnym Orderu Wojennego Virtuti Militari z nr. legitymacji 1539-71-13.
Zmarła 13 stycznia 1995 w Krakowie, a pochowana została na cmentarzu Rakowickim.

## Ordery i odznaczenia
- Krzyż Kawalerski Orderu Odrodzenia Polski – 18 maja 1983
- Krzyż Srebrny Orderu Wojennego Virtuti Militari  – 28 grudnia 1971
- Krzyż Armii Krajowej – 25 listopada 1972
- Krzyż Oświęcimski – 15 stycznia 1986
- Medal Wojska – 24 sierpnia 1948 (czterokrotnie)
- Odznaka Honorowa Zasłużonego Działacza ZIW – 17 lipca 1984 i 24 sierpnia 1992
- Złota Odznaka za Zasługi dla Ziemi Krakowskiej – 23 października 1984
- Złota Odznaka za pracę Społeczną dla m. Krakowa – 20 czerwca 1975 i 20 czerwca 1979